# Wilfred LeBouthillier
Pour les articles homonymes, voir LeBouthillier.
 (janvier 2010).
Si vous disposez d'ouvrages ou d'articles de référence ou si vous connaissez des sites web de qualité traitant du thème abordé ici, merci de compléter l'article en donnant les références utiles à sa vérifiabilité et en les liant à la section « Notes et références ».
Wilfred LeBouthillier (né le 12 mai 1978) est un chanteur acadien et gagnant de l'édition 2003 de Star Académie, une émission de télé réalité québécoise pour les chanteurs aspirants.

## Biographie
Originaire de la ville de Tracadie-Sheila, au Nouveau-Brunswick. Son premier album Wilfred LeBouthillier est publié à l'automne 2003. Produit avec l'assistance du chanteur cadien Zachary Richard, il obtient des ventes de plus de 200 000 copies, un chiffre de ventes exceptionnel pour un chanteur de la péninsule acadienne.
L'auteur compositeur interprète a reçu plusieurs prix, nominations et distinctions. Il a notamment remporté de nombreux prix Étoiles (Acadie) et le Juno de l'album francophone de l'année en 2004. Il a été en nomination dans de nombreuses catégories au gala de l'ADISQ 2005 dont celle de Album de l'année - Meilleur vendeur. Lors de la 16e édition du gala de la Société canadienne des auteurs, compositeurs et éditeurs de musique, la pièce Je ferai tout, écrite et composée par lui est récompensée pour avoir figuré parmi les dix chansons québécoises francophones les plus jouées à la radio.
Le 3 avril 2006, Wilfred LeBouthillier présente son deuxième album, Poussières. Le premier extrait de cet album, Avec toi, est resté plus de 12 semaines de suite, dans les dix premières positions du Top 100 BDS Francophone. Ce qui lui a valu de recevoir en 2007 le Prix de la chanson populaire ; distinction remise par la SOCAN. En novembre de cette même année, Wilfred a commencé une nouvelle tournée de spectacles. Cette version acoustique de Poussières et de quelques titres de son premier album rencontre un vif succès. Cette tournée s'est poursuivie jusqu'en mars 2008.
Le 14 avril 2009, son troisième album Droit devant voit le jour, coréalisé par Serge Lapointe, Marc Dupré et lui-même. Cet album très rock propose aussi son lot de ballades.
En novembre 2010, Wilfred arrive pour la première fois en France avec le titre Allez viens, spécialement adapté au marché français. Seulement quelques jours après l'envoi du titre aux radios, Wilfred est déjà joué par quelques radios françaises. Du 10 au 14 novembre, il se produit sur la scène de La Cigale à Paris en première partie de Veronic Dicaire. Il réalise donc son rêve : chanter devant un public français.
Le 8 et 9 janvier 2011, il réalisera un autre de ses rêves, chanter devant un public français, sur la scène mythique de l'Olympia de Paris.
En 2017, le groupe de musique Les Gars du Nord, composé de Wilfred LeBouthillier, Danny Boudreau, Jean-Marc Couture et Maxime McGraw, fait paraître un premier album éponyme comprenant plusieurs classiques de Noël.
Le 12 octobre 2018, Wilfred LeBouthillier sort un album éponyme sous sa propre étiquette, 2W Disque.
En 2020, le quatuor Les Gars du Nord lance un deuxième album, Caribou, incluant cette fois 11 pièces originales. La plupart des chansons ont été écrites et composées par Danny Boudreau et Wilfred LeBouthillier. Jean-Marc Couture et Wilfred LeBouthillier signent la réalisation de cet opus.

## Discographie
- 2018 : Wilfred
  1. J'attendrai
  2. La croisée
  3. All In
  4. Petit voilier
  5. Tu t'rappelles-tu?
  6. Chercher la lumière
  7. Fort McMurray
  8. Carré st-Louis
  9. Face à face
  10. Ça fait mal
  11. 19 ans
- 2013 : Je poursuis ma route
  1. Je m'y perds
  2. Peu m'importe
  3. Le pont de l'archevêché
  4. La force de tomber
  5. Je n'abandonnerai pas
  6. Ce que tu veux
  7. Je poursuis ma route
  8. Tu es tout
  9. Depuis qu'on est des hommes
  10. Marilyn
  11. Emmène-moi
  12. Laisse-moi pas seul
  13. Home sweet home

- 2009 : Droit devant
  1. Droit devant
  2. Sur l'océan
  3. Allez, viens
  4. J'y crois encore
  5. Je reviens
  6. Déraciné
  7. Près de toi
  8. Jimmy joue
  9. Un petit morceau de moi
  10. L'Odyssée
  11. La Reine du bingo

- 2006 : Poussières (Près de 50 000 copies vendues)
  1. Tant qu'il y aura
  2. Avec toi
  3. Poussières
  4. Ma vie tourne autour de toi
  5. Ils reviennent
  6. Ne vois-tu pas ?
  7. Dans mon village
  8. Le bouffon
  9. Je continue de croire
  10. Toute sorte de monde
  11. L'insignifiant
  12. Dis-moi que tu viens
  13. Le monde a bien changé

- 2003 : Wilfred LeBouthillier (302 000 copies vendues)
  1. Chanter ma vie
  2. Le Vieux Loup de mer
  3. L'important, c'est d'aimer
  4. Marie Jina
  5. Que passent les saisons
  6. Je ferai tout
  7. La Ballade de Jean Batailleur (version studio)
  8. Guaymayguay
  9. Cruel mais réel
  10. T'en vas pas
  11. Les ailes des hirondelles
  12. Perds pas confiance
  13. Tout près de toi
  14. La Ballade de Jean Batailleur (version spectacle)

- 2003 : Star Académie (530 000 copies vendues)
  1. Et c'est pas fini
  2. Amène-toi chez nous